# Větrný mlýn Poruba
Větrný mlýn Poruba je větrný mlýn holandského typu v místní části Poruba městysu Hustopeče nad Bečvou v okrese Přerov. Je postaven z cihel, má průměr 7,7 m, výšku 11 m. Po zavedení elektřiny byl v případě bezvětří jako pohon používán elektromotor. Stísněné přízemí mlýna sloužilo k bydlení.
Mlýn byl postaven roku 1853 na pronajatém pozemku, v roce 1942 jej získal Alois Steiner. Protože se hlásil k německé národnosti, byla nad mlýnem po skončení druhé světové války vyhlášena národní správa a rodina vlastníka byla následně vysídlena. Jmenovaný správce Metoděj Zezula ale už roku 1946 požádal o uvolnění. Nový mlynář nebyl ustanoven a provoz mlýna byl poslednímu dni roku ukončen.
V roce 1953 byla navržena nákladná rekonstrukce objektu, k níž však nedošlo a stavba až do 90. let 20. století chátrala.